# Brasão de Laranjal Paulista
O Brasão de Laranjal Paulista é o símbolo de Laranjal Paulista, município do estado do São Paulo, Brasil.

## História
Foi criado pelo professor João José da Silveira Campos (1931-2021), conhecido como "Professor Tutu", e instituído pela Lei Municipal nº 301, de 23 de dezembro de 1959, durante a administração do prefeito Hermelindo Pillon.
No dia 12 de janeiro de 2022, a Prefeitura Municipal de Laranjal Paulista anuncia uma "nova identidade visual", que inclui, além de novos elementos de linguagem visual para comunicação oficial, um redesenho do brasão, sem passar por lei.